# Dom ska veta
Dom ska veta är Molly Sandéns femte studioalbum (tredje på svenska), släppt den 7 maj 2021. Albumet föregicks av tre singlar – "Jag mår bra nu" (feat. Newkid), "Kärlek slutar alltid med bråk" och "Nån annan nu". Det innehåller 11 spår, varav två är samarbeten.
Albumet handlar, som föregångarna Större och Det bästa kanske inte hänt än, om krossat hjärta och att gå vidare från ett ex – på spåren "Nån annan nu" och "Kärlek slutar alltid med bråk". Det handlar även om familjerelationer, på spåren "Fotoalbum" och "Lillebror". Den sistnämnda låten handlar om att när Mollys föräldrar skilde sig uppdagades det att hon hade en lillebror. I titellåten sjunger Molly om att hennes lillasystrar Frida Sandén och Mimmi Sandén "slutade ringa".

## Låtlista
1. Dom ska veta
2. Fucking Stockholm
3. Nån annan nu
4. Noise Cancellation
5. E du där? (feat. Daniela)
6. Fotoalbum
7. Lillebror
8. Kärlek slutar alltid med bråk
9. Dag för dag
10. 10 000 timmar
11. Jag mår bra nu (feat. Newkid)